# سان باسيلي لي جراند (كيبك)
سان باسيلي لي جراند، كيبك (بالإنجليزية: Saint-Basile-le-Grand)‏ هي مدينة كندية تقع في مقاطعة كيبك. تبلغ مساحة هذه المدينة 36.1013 (كم²)، ويبلغ عدد سكانها 15605 نسمة حسب إحصاء سنة 2006 م، بينما كان يسكنها 12385 نسمة في سنة 2001 م. تحتل هذه المدينة المرتبة رقم 246 بين مدن كندا حسب عدد السكان والمرتبة رقم 66 في المقاطعة. النمو سكاني في هذه المدينة يقدر بـ(26).